# Cormocephalus amazonae
Cormocephalus amazonae är en mångfotingart som först beskrevs av Chamberlin R. 1914.  Cormocephalus amazonae ingår i släktet Cormocephalus och familjen Scolopendridae. Inga underarter finns listade i Catalogue of Life.